# Gajevi (Bosanski Šamac, BiH)
Gajevi su naseljeno mjesto u sastavu općine Bosanski Šamac u Republici Srpskoj u Bosni i Hercegovini.

## Stanovništvo
| Gajevi             |               |
| godina popisa      | 1991.         |
| Srbi               | 579 (92,49 %) |
| Muslimani          | 23 (3,67 %)   |
| Hrvati             | 4 (0,63 %)    |
| Jugoslaveni        | 19 (3,03 %)   |
| ostali i nepoznato | 1 (0,15 %)    |
| ukupno             | 626           |

Kao samostalno naseljeno mjesto Gajevi postoje od popisa 1991. godine. Prije toga nalazili su se u sastavu naseljenog mjesta Gornja Slatina.